# タカマッチ
タカマッチは、日本のお笑い芸人。タイタン所属。ワタナベコメディスクール26期及びタイタンの学校1期出身。

## 人物
- 趣味はドライブ（ライブ前はドライブで夜景を見ながらネタ台詞を暗記するほどで、長時間運転も苦にならず仙台まで行ったこともある）、筋トレ（以前はジム通いだったが、自宅でのヨガを含めた自重トレーニングが主体になっている）。
- 特技は両手を組み合わせて作った空洞に息を吹き込んで音色を奏でる「ハンドオカリナ」と、ネタの1つにも用いている「Y字バランス」。
- かつてホストクラブを経営していたことがある[2][3]。
- 宅地建物取引士の資格を所持している。マンションを2棟所持しており、2億円のローンを組んで購入した[4]。
- 第10回ジュノンスーパーボーイコンテストにおいて千葉県代表（2人のうちの1人）に選出された経験を持つ[5][6]。なお、当時の千葉県代表としてディーンフジオカも選出されている[7]。
- 39歳で芸人を志し、ワタナベコメディスクールを26期生として卒業[8][9][10]。その後、タイタンの学校の芸人コースを2019年3月に修了しタイタンへ預かり所属[11]、後にタイタンの学校出身者として初の正式な所属者となる[12]。

## 芸風
あらかじめ録音しておいたセリフとBGMに乗せて口パクしながら踊るリズムネタを得意とする。
ものまねのレパートリーは主にYOSHIKI（X JAPAN）。

## エピソード
- 国家資格である宅地建物取引士の資格を取得する際、教材DVD（90分50枚）とニンテンドーDSの宅建試験用ソフトで勉強し、一発合格を果たす[14]。
- 漢字が苦手で、「雑木林」を「ざつぼくりん」と誤読したことがある[14]。
- 2019年に発生した新型コロナウイルス感染症の感染拡大により日本国内において緊急事態宣言が発令、2020年5月まであらゆるイベントが自粛されていたが自粛期間が明けたばかりの6月12日に開催されたタイタンライブにて、トップバッターとしてステージに登場した。このことからおそらく「自粛明けの大規模なライブで最初にネタを披露した芸人」ではないかと思われる[15]。
- TwitterでYOSHIKIのものまね動画を投稿したところ、YOSHIKI本人からアカウントをフォローされる[16]。

## 出演

### テレビ
- 有田とマツコと男と女（TBS）
- NEWアベレージピープル（日本テレビ）[9]
- 芸人報道（日本テレビ）[17]
- じゃじゃじゃじゃ〜ン!（フジテレビ）[18]
- 太田上田（中京テレビ）[13]
- 有田ジェネレーション（TBS）[19][20]
- 全力!脱力タイムズ（フジテレビ）[21]
- 内村のツボる動画（テレビ東京）[22]

### ネット配信
- バラエティ開拓バラエティ 日村がゆく（AbemaTV）[4]
- 有田ジェネレーション Season1～ようこそ。迷える子羊芸人 （Paravi）
- 有田ジェネレーション Season4 #6 有ジェネ的恋リア企画 スルメと幸〜恋のライバル現る〜 （Paravi）
- 整形アイドル轟ちゃん 「ご報告です、本当の愛見つけました」（YouTube）
- 有田ジェネレーション Season6 #13 新たな恋リア企画が始動！ タカマッチハウス アングラ芸人のリアル合コン （Paravi）
- 有田ジェネレーション Season7 #5 実験的恋リア企画 タカマッチハウス後編 アングラ芸人に恋の予感？ （Paravi）
- 有田ジェネレーション Season11 #15 有田に直談判SP！懐かし有ジェネメンバーが番組出場権争奪戦バトル   (Paravi)
- 有田ジェネレーション Season11 #16 有田に直談判SP！純正アングラ芸人たちが大暴れ！   (Paravi)

### ラジオ
- INDIES NIGHT（市川うららFM）
- 週刊ラジオアニメッツ炎（FMいちのみや）

### ライブ
- タイタンライブU40（不定期開催）
- タイタンライブレア（奇数月開催）[23]
- タイタンシネマライブ（偶数月開催、出演は不定期）

### DVD
- アンタッチャブル柴田の「超ワロタwwww」〜もうすぐ世間に知られてしまう超絶おもしろ芸人たち〜（コンテンツリーグ）[24]